# Ястребинка (Северо-Казахстанская область)
Ястребинка (каз. Ястребинка) — упразднённое село в Жамбылском районе Северо-Казахстанской области Казахстана. Входило в состав Пресноредутского сельского округа. Исключено из учётных данных в 2024 году.
Код КАТО — 594661600.

## География
Расположено около озера Ястребиное. В 4 км к западу от села расположено озеро Волгарево.

## Население
В 1999 году население села составляло 107 человек (62 мужчины и 45 женщин). По данным переписи 2009 года, в селе проживало 74 человека (42 мужчины и 32 женщины).